# André Plait
André Plait, né le 8 juillet 1892 à Auxerre (Yonne) et mort le 8 avril 1979 à Ancy-le-Franc (Yonne), est un homme politique français.

## Détail des fonctions et des mandats
Mandat parlementaire
- 26 avril 1959 - 1er octobre 1968 : Sénateur de l'Yonne